# Андрис Биедринш
Андрис Биедринш (на латвийски: Andris Biedriņš) е латвийски баскетболист, център. Бивш играч на отборите от НБА Юта Джаз и Голдън Стейт Уориърс. Играе за националния отбор на Латвия, с който има участия на европейските първенства през 2007 и 2009.

## Кариера
Започва кариерата си в Сконто. През сезон 2002/03 е избран за най-добър млад играч в първенството. През 2004, едва 18-годишен, е изтеглен в драфта на НБА от Голдън Стейт Уориърс. През първите си 2 сезона не получава много шанс за изява и стартира като титуляр едва 3 пъти. През 2006 треньорът Дон Нелсън му гласува доверие в стартовия състав. Отборът успява да достигне плейофите, а Биедринш записва по 9,5 точки средно на мач. Центърът започва да подобрява показателите си и през сезон 2007/08 записва 62,6% точност на стрелбата, което е най-добър показател в лигата за сезона. В мачът с Милуоки Бъкс записва 26 борби, а срещу Бостън Селтикс записва 21 точки и 13 борби. През сезон 2008/09 латвиецът записва 11,9 точки средно на мач, което е най-доброто постижение в кариерата му. Биедринш записва серия от 17 поредни мача, в които отбелязва дабъл-дабъл, ставайки първият играч на Уориърс с подобно постижение от Нейт Търморд насам. Следващият сезон Андрис е преследван от много контузии и записва едва 39 мача. През сезон 2010/11 си връща титулярното място, но отново травмите преследват центъра. Показателите му спадат до едва 5 точки средно на мач. Постепенно латвиецът губи титулярното си място от Андрю Богът. През сезон 2012/13 Биедринш отбелязва едва по половин точка на мач.
През лятото на 2013 преминава в Юта Джаз. След 6 мача за „джазмените“ обаче е освободен.